# 软钎焊

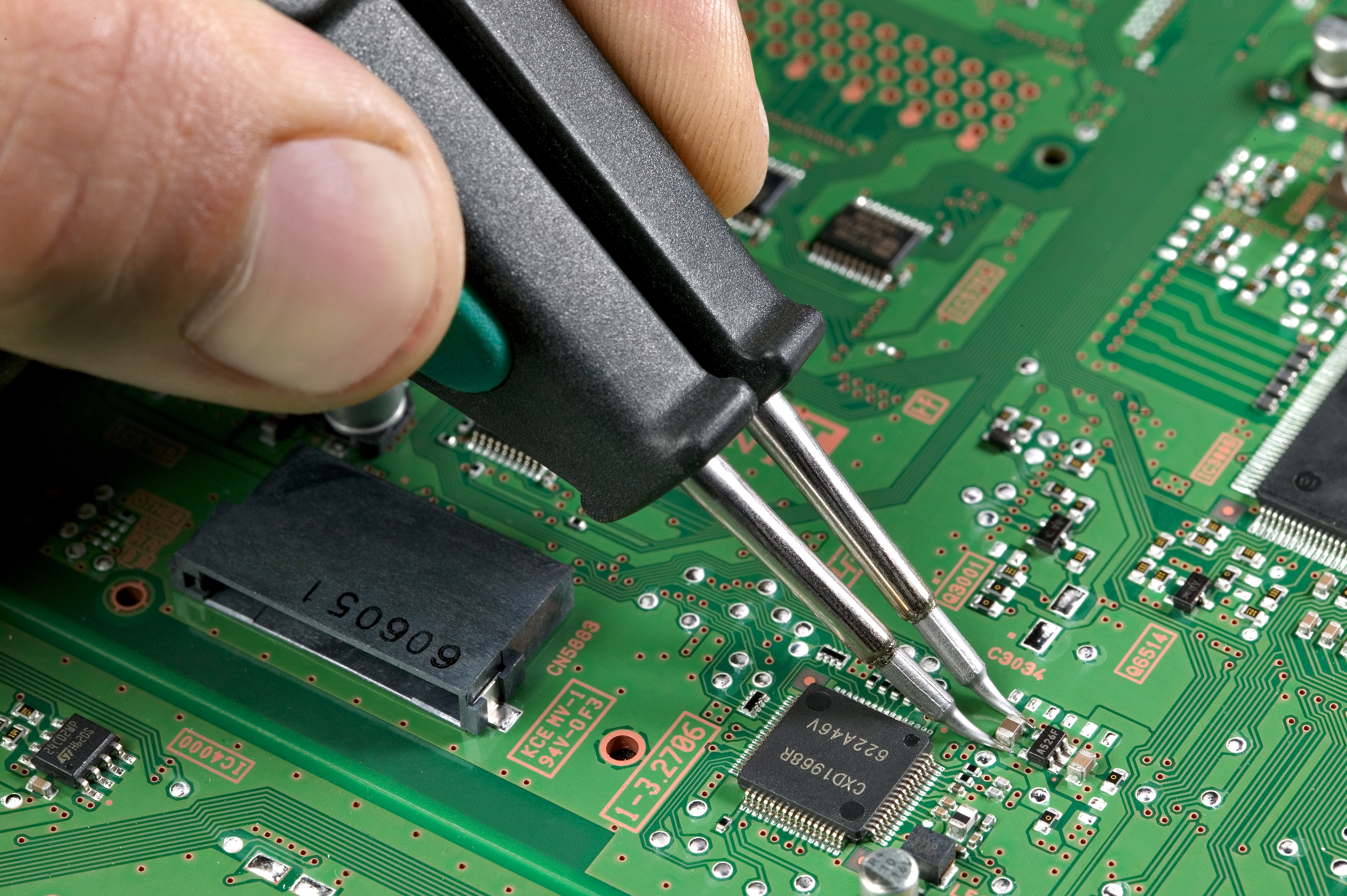
软钎焊电阻。

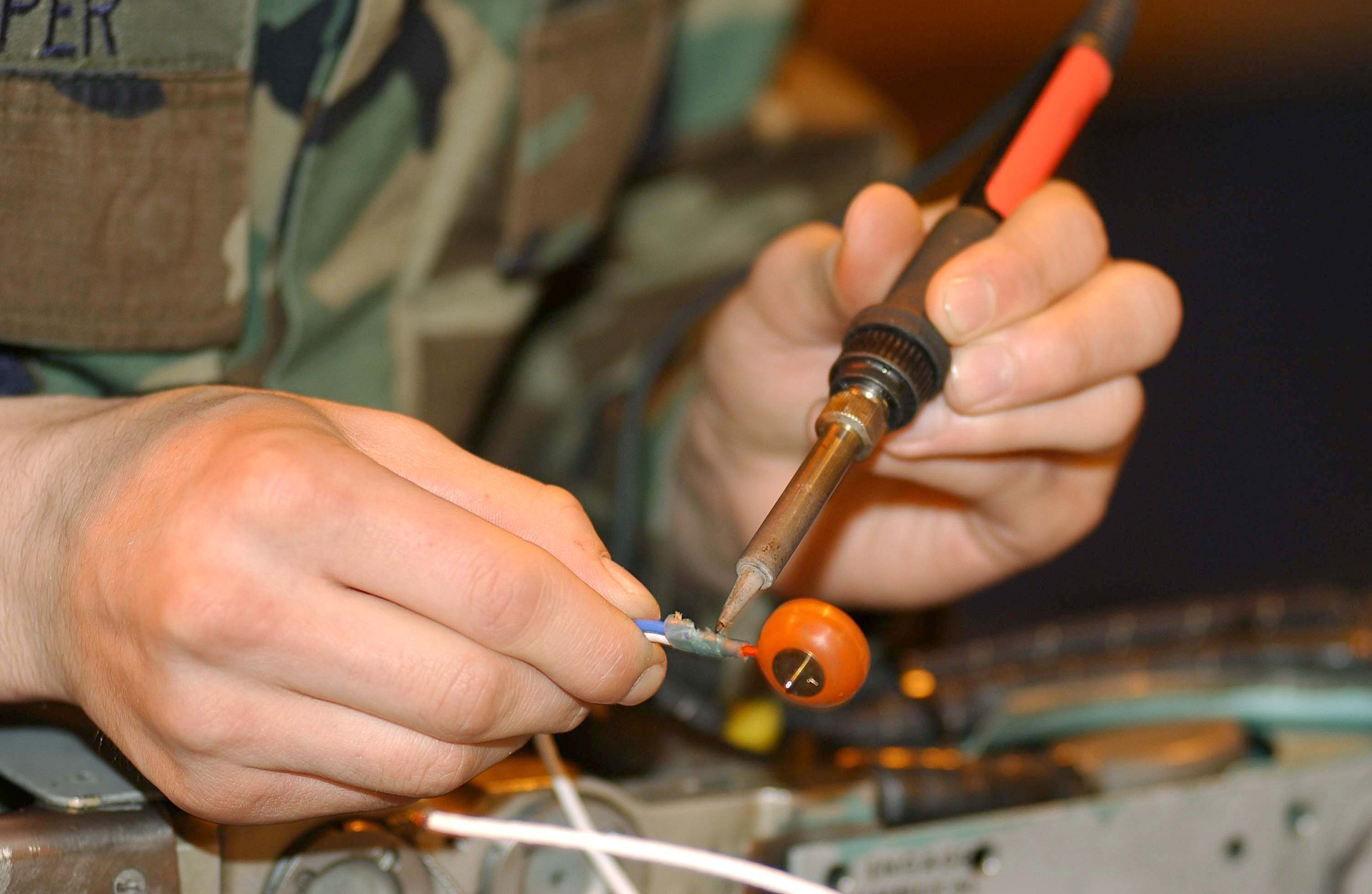
解焊電線和接點

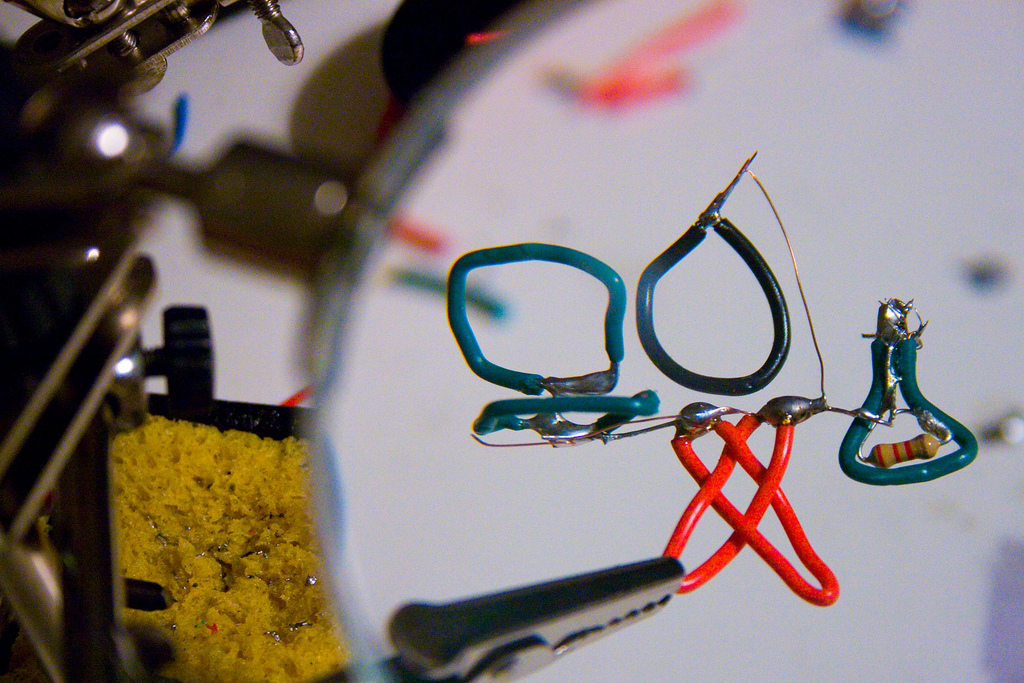
用軟釺焊作成的小人像

軟釺焊、軟焊、焊錫（英語：soldering）是一種利用熔化熔點較低金屬來連結其他金屬工件的製造過程。被熔化的金屬一般稱為銲料，一般其熔點低於攝氏400度。
軟釺焊和硬釺焊的差異是在於銲料的熔點，硬釺焊銲料的熔點高於攝氏450度。軟釺焊也和焊接不同，軟釺焊時不需熔化金屬工件。在軟釺焊過程中，直接在要連結的部份加熱，使銲料融化，因著毛細現象而流到接合處，由於浸潤作用和工件結合。一般來言，在冷卻後，接點的強度會比工件本身的強度低，不過還是有相當的強度、導電性及防水性。像電子零件和印刷電路板都是用軟釺焊的方式接合。軟釺焊也用在管路系統、金屬加工以及珠寶製作上。
軟釺焊使用的銲料成分有許多種，不同應用會使用不同的合金作為銲料。常見的銲料有鉛錫、錫銀、錫銅等。由於鉛對人體有不良的影響，近年來也使用不含鉛的無鉛銲料。軟釺焊製程中的溫度以及加溫方式也是重要的一部份。不同銲料熔化的溫度不同，而在加熱時也需精密控制，以免溫度太高而損壞工件，或是溫度太低使焊點強度不足。
軟釺焊加熱的方式有很多種，例如电烙铁、火或是熱風槍。每一種加熱方式都有其優缺點，需針對應用以及要焊接的材料來決定。
軟釺焊是一種古老的工藝技術，在《聖經》中即有提到此技術，而且有證據顯示早在五千年前的兩河文明即開始使用這技術。

## 應用
軟釺焊目前常用在印刷電路板上電子零件的組立，另一個常見的用途是在管路系統，軟釺焊可以形成永久性的接合，但若後續有需要，可用類似的方式破壞其接合。

## 外部連結
- Basic soldering guide （页面存档备份，存于）
- Desoldering guide